# Abner (futebolista)
Abner Felipe Souza de Almeida, mais conhecido apenas como Abner (Londrina, 30 de maio de 1996), é um futebolista brasileiro que atua como lateral-esquerdo. Atualmente joga no Dunkerque.

## Carreira

### Início
Abner nasceu em Londrina, filho de pai brasileiro e mãe salvadorenha. Mais tarde, ele foi criado em San Salvador após o divórcio de seus pais. Aos 12 anos ele ingressou nas categorias de base do FAS, mas retornou ao Brasil em 2011.

### Coritiba
No dia 18 de setembro de 2013, fez sua estreia no Coritiba pelo Campeonato Brasileiro, em um empate de 2 a 2 com o Goiás.

### Real Madrid Castilla
No dia 16 de julho de 2014, foi anunciado que, apesar do interesse de longa data de gigantes italianos como a Roma, Abner assinou com o Real Madrid Castilla.

### Estoril
No ano de 2017 assinou por empréstimo com o Estoril.

### Retorno ao Coritiba
Retornou ao Coxa no dia 10 de abril de 2018, assinando um contrato de empréstimo de um ano. Ele disputou 19 partidas pelo clube, todas pela Série B do Brasileirão; no entanto, não teve o contrato renovado.

### Athletico Paranaense
Em março de 2019 foi contratado pelo Athletico Paranaense. Pelo Furacão, Abner conquistou o Campeonato Paranaense e a Copa do Brasil de 2019.

### Água Santa
Em janeiro de 2020, Abner foi anunciado pelo Água Santa para a disputa do Campeonato Paulista.

### Farense
Em setembro de 2020, foi anunciado que Abner retornou ao futebol português defendendo o clube Farense, por um contrato de três temporadas.

### RWD Molenbeek
No dia 30 de junho de 2023, após seu contrato com o Farense expirar, Abner foi contratado pelo clube belga RWD Molenbeek, por um contrato de um ano.

### Dunkerque
No dia 4 de julho de 2024, Abner foi anunciado pelo USL Dunkerque, da França.

## Seleção Brasileira
Convocado pelo treinador Alexandre Gallo, Abner atuou pelo Seleção Brasileira Sub-17 no Campeonato Mundial Sub-17 de 2013, disputado nos Emirados Árabes Unidos. No entanto, o lateral sofreu uma lesão no joelho em uma partida da fase de grupos que o manteve fora do restante do torneio.

## Títulos

### Clubes
Athletico Paranaense
- Campeonato Paranaense: 2019
- Copa do Brasil: 2019

### Seleção nacional
Brasil sub-20
- Torneio Internacional de Toulon: 2013

### Prêmios individuais
- Seleção da Segunda Liga: 2022–23[12]